# Dolores (Nicaragua)
Dolores es un municipio del departamento de Carazo en la República de Nicaragua. Es el municipio más pequeño de Nicaragua, ya que está constituido únicamente
por el casco urbano o viviendas de su cabecera.

## Geografía
El término municipal limita al norte y oeste con el municipio de Diriamba y al sur y este con el municipio de Jinotepe. La cabecera municipal está ubicada a 44 kilómetros de la capital de Managua y a tan sólo 1 kilómetro de la ciudad de Jinotepe.
Posee una topografía regular plana, cuenta con ríos que son parte de la cuenca del Río Grande de Carazo.

## Historia
Existen dos teorías sobre el origen del nombre del municipio, algunos historiadores aseguran que entre los años 1890 a 1895 se encontró en el lugar la imagen de la Santísima Virgen de los Dolores y fue llevada en una procesión hacia la iglesia parroquial de Jinotepe lugar de su asiento definitivo. Otra versión sostiene que el nombre se debe a una de las primeras familias fundadoras del municipio, en la cual había una señora llamada Dolores, razón por la cual se tomó el nombre que hoy lleva el municipio.
Dolores fue elevado a la categoría de Pueblo por Ley Legislativa el 14 de octubre de 1904.

## Demografía
Dolores tiene una población actual de 9,029 habitantes. De la población total, el 46.8% son hombres y el 53.2% son mujeres. Casi el 87.3% de la población vive en la zona urbana.

## Naturaleza y clima
El municipio tiene un clima de sabana tropical (semi-húmedo). Tiene una precipitación que varía entre los 1200 y 1400 mm caracterizándose por una buena distribución de las lluvias durante todo el año. La temperatura oscila entre los 22 y 23 °C durante todo el año.

## Localidades
En el casco urbano hay once barrios: Sandino, Cristo Rey, Guadalupe, Alfonso Pascual, Zona Central, Los Ramos, 3 de Mayo, San Antonio, Santa Ana, San Pablo, Héroes y Mártires. Mientras que en la zona rural hay seis comarcas: El Panamá, El Paso Real, El Guachipilín, El Limón, 19 de Julio, Sandineña.

## Economía
La actividad económica del municipio es eminentemente agrícola, caracterizándose por la variedad de granos básicos: arroz, frijoles y hortalizas, el municipio cuenta con un total de 400 manzanas sembradas.

## Cultura
Las festividades se realizan del 1 al 10 de mayo, el día 3 de mayo se realizan procesiones por todas las calles de la ciudad, desfile de carrozas, con las reinas de las fiestas. Durante las festividades, se destacan las diferentes comidas y bebidas propias a las costumbres y tradiciones del municipio de Dolores.